# Sent Pau de Serra
Sent Pau de Serra (en francès Saint-Paul-de-Serre) és un municipi francès situat al departament de la Dordonya i a la regió de la Nova Aquitània.

## Demografia
| 1962                                       | 1968 | 1975 | 1982 | 1990 | 1999 | 2007 |
| ------------------------------------------ | ---- | ---- | ---- | ---- | ---- | ---- |
| 167                                        | 199  | 187  | 155  | 208  | 236  | 259  |
| Des de 1962: població sense dobles comptes |      |      |      |      |      |      |

## Administració
| Període   | Identitat       | Partit |
| --------- | --------------- | ------ |
| 1958-1971 | Fernand Nadaud  |        |
| 1971-1977 | Henri Ogier     |        |
| 1977-     | Jean-Paul Virol |        |